# Islam på Island

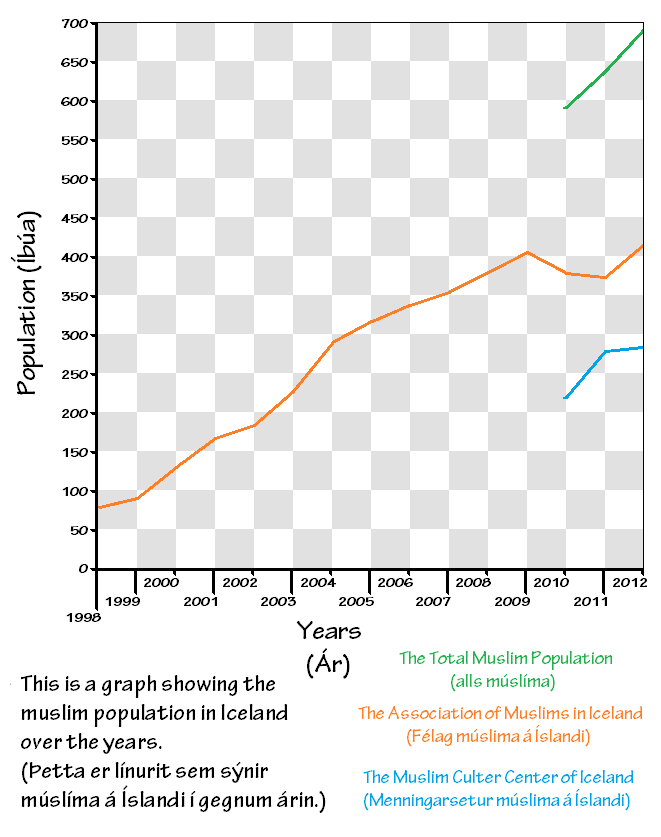
Diagram för den muslimska populationen på Island från 1998 till 2012.

Islam är en minoritetsreligion på Island. 2010 uppskattade Pew Research Center antalet muslimer till 0,2 % av befolkningen. Islands muslimer fick medial uppmärksamhet efter att Al Jazeera sände ett reportage om Ramadan på Island.